# Brunettia nitida
Brunettia nitida är en tvåvingeart som först beskrevs av Banks 1901.  Brunettia nitida ingår i släktet Brunettia och familjen fjärilsmyggor. Inga underarter finns listade i Catalogue of Life.